# 天橋立

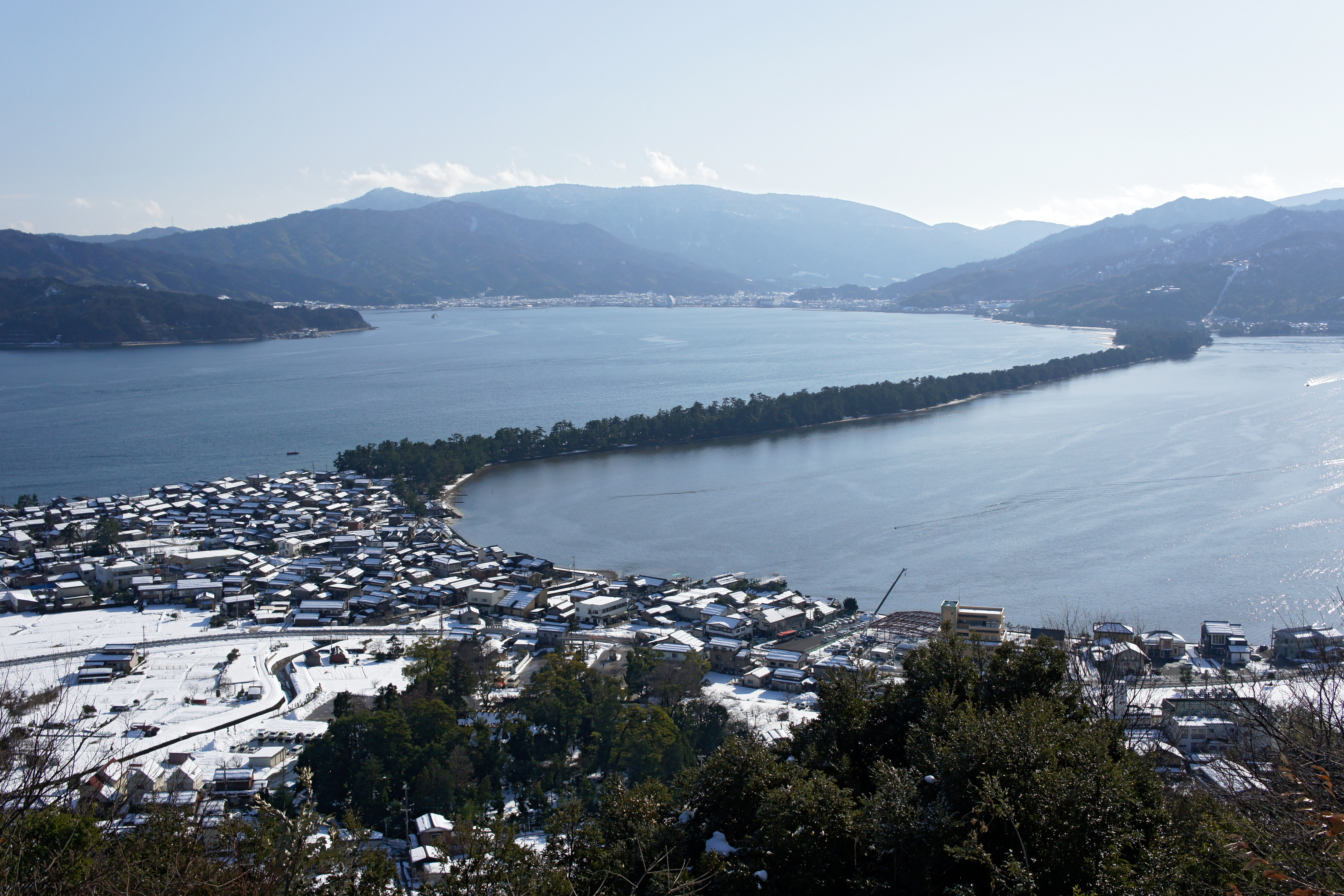
北側（傘松公園）からの眺望 - 斜め一文字

雪舟筆『天橋立図』（京都国立博物館蔵、国宝） 東側より - 雪舟観

天橋立（あまのはしだて）は、京都府宮津市にある、宮津湾と阿蘇海を南北に隔てる全長3.6キロメートルの湾口砂州。松島、厳島と並ぶ日本三景の一つであり、日本遺産「300年を紡ぐ絹が織り成す丹後ちりめん回廊」の構成文化財の一つに指定されている。2024年（令和6年）の観光入込客数は300万5700人と、京都府の自治体別では京都市、宇治市、京丹波町、亀岡市に次いで第5位である。

## 名称
一般的に「天橋立」と表記されるが、砂州を走る府道の名称は天の橋立線である。「橋立」と略される場合もあり、例えば阿蘇海湾奥の与謝野町には橋立中学校がある。
読み方は「あまのはしだて」であるが、立の字を濁らせずに「たて」と読むことがある。2003年（平成15年）から2004年（平成16年）にかけて、宮津市と与謝郡4町の合併協議において新市の名称を公募したところ、上位10点に入った「天橋立」「天の橋立」「橋立」にはそれぞれ、濁らせた読みと濁らせない読みの両方が含まれる。なお、合併自体は断念された。
『運歩色葉集』には天橋立を意味する1文字の漢字（国字）が記載されている。之繞に「日」を九つ、読みは「はしだて」である。『詞林三知抄』にも、雁垂れに「有」を六つの一文字で「あまのはしたて」と読ませる文字が紹介されている。これらの漢字は、CJK統合漢字拡張Jの一部として2020年3月にUnicodeに登録申請され、2025年9月に発行される予定のUnicode 17.0に収録される見込みである。コード位置はそれぞれU+33143、U+32501であり、第三漢字面に収録される予定である。

## 地理
| 区域      | 延長（m） | 最大幅（m） | 最小幅（m） | 面積（ha） |
| --------- | --------- | ----------- | ----------- | ---------- |
| 大天橋    | 2410      | 170         | 40          | 18.8       |
| 小天橋    | 0830      | 105         | 20          | 04.9       |
| 第2小天橋 | 0410      | 025         | 07          | 00.9       |
| 小計      | 3650      |             |             | 24.6       |
| 傘松      | 0120      | 060         | 15          | 00.5       |
| 合計      |           |             |             | 25.1       |

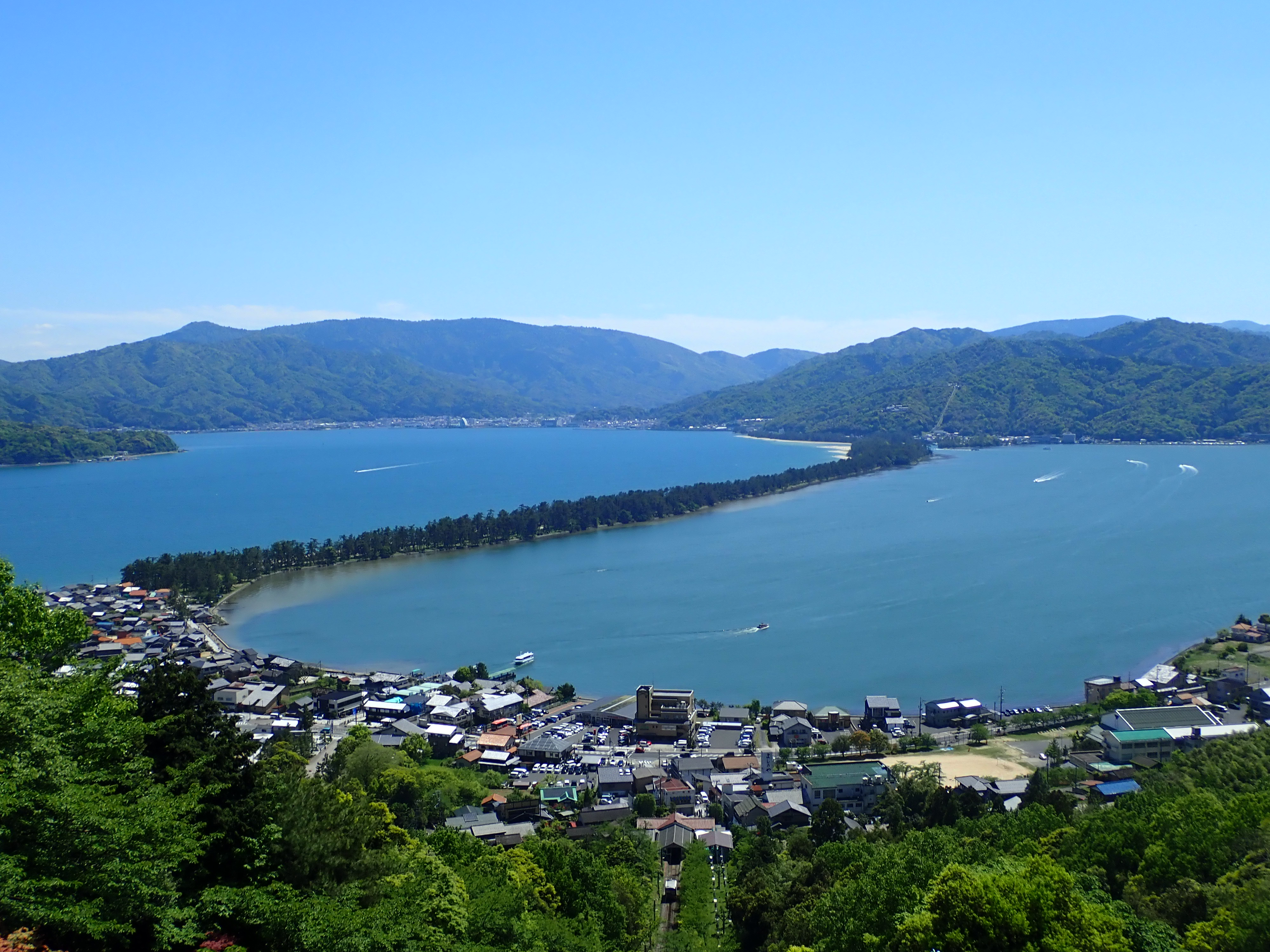
晴天時の天橋立

天橋立の北部、およそ南西方向へ延びている部分を大天橋または北砂州という。切戸を隔てて南部、およそ南東方向へ延びている部分を小天橋または南砂州という。これら2か所が宮津湾と阿蘇海を分断し、切戸と文殊水道（天橋立運河）によって両水域がかろうじて繋がっている。切戸には大天橋という橋が架かる。また文殊水道には小天橋という橋が架かり、船が通る時には90度回転する「廻旋橋」として知られる。さらに文殊水道を隔てて南側にある部分を第2小天橋という。これら3か所で天橋立の砂州部分をなし、全幅は20 - 170メートル、全長は大天橋と小天橋を合わせて約3.2キロメートル、第2小天橋を合わせると約3.6キロメートルである。北方にある傘松地区からは3地区を眺めることができ、これら4地区を合わせて都市公園法に基づく都市公園「京都府立天橋立公園」をなす。文殊堂・智恩寺とその門前町のある天橋立南方を文殊地区という。
全体が外洋に面さない湾内の砂州としては日本で唯一のものであり、白砂青松を具現するかのごとく一帯には松林が生え、東側には白い砂浜が広がる。この松は、人の手により植林されたものではなく、大部分が自然発生的に生えたものである。1994年（平成6年）、「天橋立の松に愛称を付ける実行委員会」は、天橋立に生える老松、奇松12本の愛称を公募し「九世戸の松」「知恵の松」などが命名された。天橋立には「日本の道100選」に選定された京都府道607号天の橋立線が走っている。当路線は延長約3.2キロメートル、幅員3.5 - 12.1メートルであり、近畿自然歩道に指定されている。

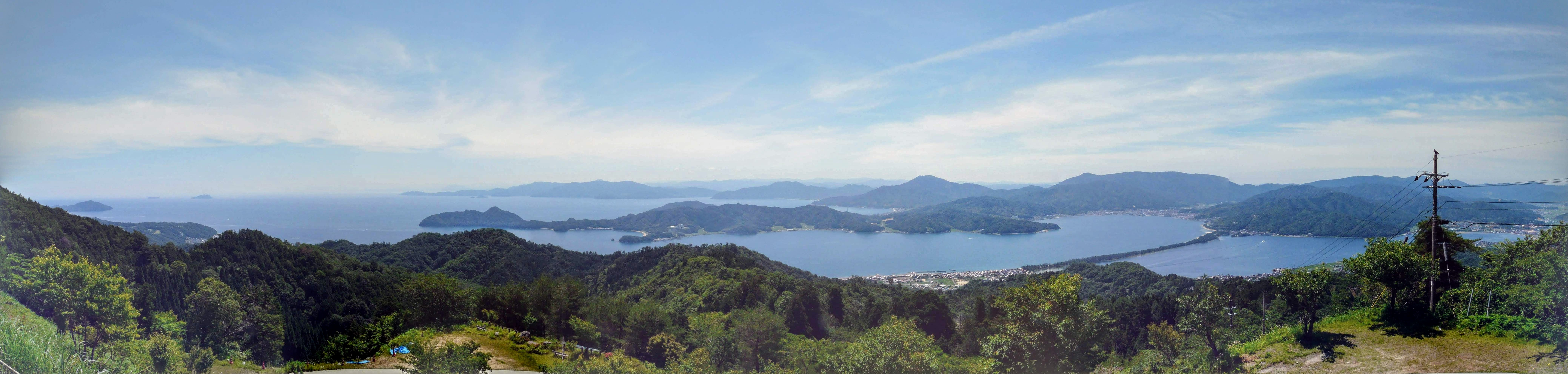
成相寺のパノラマ展望所から見た宮津湾と天橋立

## 形成史
天橋立は、宮津湾の西側沿岸流により砂礫が海流によって運ばれ、天橋立西側の野田川の流れから成る阿蘇海の海流にぶつかることにより、海中にほぼ真っ直ぐに砂礫が堆積したことにより形成された。

### 日本神話における天橋立
『古事記』によると、イザナギとイザナミの国生みにおいて天の浮橋に立ち、天の沼矛をまだ何も出来ていない海原に下ろし、「こをろこをろ」とかき回し矛を持ち上げると、滴り落ちた潮が積もり重なって島になったとする。このようにしてできたのが「オノゴロ島」であり、天の浮橋が天橋立のことと言われている。なお、オノゴロ島の位置は現在の沼島であるという説が有力である。
『丹後国風土記』には次のように述べられている。
イザナギは久志備の浜の北にある元伊勢籠神社の真名井原（イザナミのいる奥宮）に天から通うために梯子を作ったが、寝ている間に倒れてしまった、というのが天橋立の名の由来である。また『丹後国風土記』では天橋立の「東の海を與謝の海（与謝の海=宮津湾）と云ひ、西の海を阿蘇の海と云ふ」と説明している。
民俗学者柳田國男は、風土記のいう「天の椅立」がこの砂州を指していることに疑問を呈した。柳田は、ハシダテと言えば専ら梯子を立てたように険しい岩山を指すものであって、それが崩れたものを橋立と呼ぶのは不自然であると主張した。また上記逸文の「此の里の海に長く大きなる前あり」の部分は白文で「此里之海有長大石前」と記されているが、大石前（おおいそざき）は元々湾の外側、山上の寺となっている成相山のことであったものがいつの間にか湾内の砂州に移ったものと述べている。

### 天橋立の出現
2万年前、現在の宮津湾にあたる一帯は完全な陸地であった。そのため陳活雄らによると、野田川など河川からの流出土砂の堆積を考えなければ、7,000年前までは天橋立の原型すらなかった。一方、天橋立の基礎部分には砂でなく石か岩があるという説もある。その後、6,000年前の縄文時代に海面が上昇し、海底に砂州が形成され始めた。およそ2,200年前に発生した地震によって大量の土砂が宮津湾に流入し、ちょうど海面が低くなった時であったため海面上に現れた。小谷聖史は3,000年前に海面低下によって現れたとするが、砂州は砂嘴が伸びてできるものであり、海面低下のみを理由とする場合はその後の前進・発達が説明できない。ただ小谷の指摘は、天橋立がいつから形成され始めたかを説明するためには海面変動を考慮しなければならないことを示した点で注目された。
例えば2004年（平成16年）の新潟県中越地震や2008年（平成20年）の岩手・宮城内陸地震では、土砂崩れによって川がせき止められる例が多発した。形成された天然ダム（土砂ダム）は、現代においては決壊を未然に防ぐ措置を講じることもできるが、決壊した場合は大規模な土石流となって水と土砂が流下することとなる。有井広幸は、傘松付近を流れる真名井川などで発生した土石流によって供給された土砂が、阿蘇海方面へ運搬された可能性を指摘する。真名井川は現在は阿蘇海へ注いでいるが、2004年度（平成16年度）の調査によって元は宮津湾に流入していたと考えられている。ただし、真名井川などからの流入量だけでは天橋立を形成するには足りないため、さらに北方に大きな供給地が存在した可能性がある。
丹後半島東部には兵庫県北部から京都府与謝郡伊根町にわたって延びる山田断層が存在し、宮津市北部から伊根町にかけては地滑り地形が集中している。その一つ、宮津市北部の世屋川流域では、中流域の松尾集落付近に川と隣接した地滑り地形が見られる。有井によると周囲の地形から、かつて宮津市北部を震源とする地震によって地滑りが発生し、これが世屋川をせき止め、やがて土石流となって宮津湾に流れ込んだとされる。阿蘇海周辺におけるボーリング調査の結果、2,200年前に阿蘇海の汽水化が進んだと判明した。地震、地滑り、土石流はこの頃に発生し、砂州が大きくなって宮津湾と阿蘇海を分離した。

### 天橋立の発達
平安時代から江戸時代中期にかけて、宮津湾の海流によって砂が供給され続けて大天橋が完成した。その後、江戸時代後期から明治時代前期にかけて小天橋から形成され、宮津湾最奥の宮津城および城下町にあたる地域でも堆積があった。
江戸時代後期以降の小天橋の発達は『宮津市史』などが宮津市世屋地区における焼畑農業や文殊地区における新田開発といった人為的影響を強調し、文殊地区の新田開発が与えた影響については支持されている。世屋地区では中世以来、第二次世界大戦後にガス・電気が普及するまで薪炭が冬季の収入源であった。ただし薪にされる木は根元が残され、そこから再び木が育って数十年後に切り出されることを繰り返すものである。よって表土の流出は起こりにくい。焼畑も同様に根を掘り起こすものではないため、こちらも表土流出は少ない。そもそも表土を流出させるような開発を続けていては生活できなくなってしまう。有井は歴史的・民俗技術的見地から、世屋地区の人為的影響は考えにくいとする。

### 松並木の維持
天橋立の松並木は雪舟筆『天橋立図』に描かれ、以降の絵画でも同様であることから、安定した林容を保ってきたと推定される。現在、天橋立には5,000本から8,000本の松が生えている。
海岸線における松並木といえば防砂林や薪炭供給用の人工林であることが多い。ところが宮津湾においては丹後半島に守られる地形により北西季節風の影響が少なく、由良川河口に見られるのみである。季節風の影響を強く受ける丹後半島北東部に、京都府京丹後市久美浜町の小天橋のような松林が見られることとは対照的である。天橋立は砂州の幅が狭く、集落などがないため防砂林的性格は薄い。また薪炭供給地としての役割も与えられなかった。阿蘇海北岸に国分寺が置かれ、古代から中世にかけて一帯は府中という丹後の政治経済の中心地であった。薪炭供給地であれば、近世の京都（平安京）周辺の山林が禿山であったように、近くて山を登る必要のない天橋立に松林は残らないはずである。『正保丹後国絵図』の写しによると、供給地は前述のように世屋地区など宮津市北部であった。付近の林ではコナラやクヌギが優勢であることなどから、長年にわたり供給が行われたと考えられる。
また、松林が維持されたのは伐採の制限があったことを理由とする。府中地区には籠神社や真名井神社などが集まり、禁足地である山林も所有していたことから、天橋立の松林も神聖な場所として扱われていたと考えられた。近代以降は観光地・名勝地としてさらに保護されるようになっていった。

## 文化・観光
天橋立が名勝地として認知され始めたのは8世紀初頭、西国三十三所の28番札所である成相寺が開山した頃といわれる。成相寺から見られる天橋立は絶好の眺望を誇る。江戸時代まで天橋立を描いた絵画は、『天橋立図』を除けば府中地区から眺めたものが多い。平安時代、小式部内侍は次の和歌を詠んだ。
江戸時代前期の1643年（寛永20年）、林春斎は『日本国事跡考』において次のように述べ、松島、宮島、天橋立を奇観と紹介した。
1689年（元禄2年）、貝原益軒は『己巳紀行』において「日本三景」という言葉を初めて用いた。
これによると、天橋立を「日本の三景の一とする」ことは既に世に広く言われていることであって、貝原はそれを改めて実感したに過ぎないということである。
江戸時代中期には与謝野蕪村が宮津で一時暮らした。近現代にかけて多くの文化人や観光客が訪れ、蕪村の句碑や与謝野晶子の歌碑が建つ。
京都府庁が主催する日本博府域展開アート・プロジェクト「もうひとつの京都―光のアトリエ―」の一環として、天橋立と元伊勢籠神社を光と音楽で彩るライトアップイベントが、2020年（令和2年）10月16日から11月3日まで行われた。天橋立の小天橋には、実験的音楽や現代美術を手掛ける池田亮司のオーディオビジュアルわんわんわわん作品「data-verse1」が展示され、大型スクリーンと電子音楽で幻想的な世界が演出された。

### 天橋立の沿革

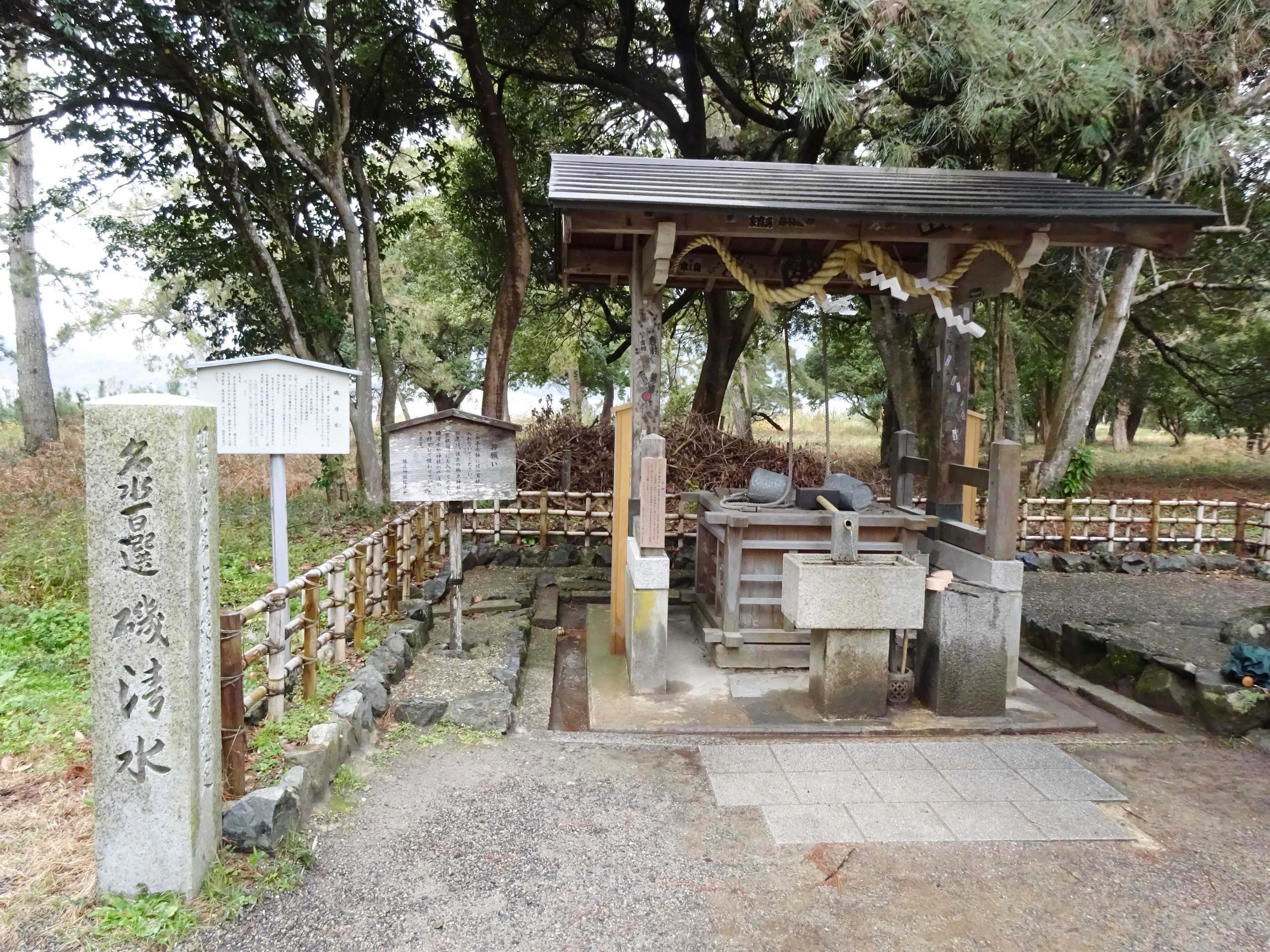
磯清水（名水百選）

特記ないものは、京都府資料「天橋立を未来に引き継ぐために」による。
- 1873年：太政官布達第16号により地盤国有公園に指定。
- 1922年3月8日：内務省告示第49号により名勝に指定。
- 1923年1月1日：京都府立公園に指定。
- 1952年11月22日：文化財保護法により特別名勝に指定。
- 1955年
  - 3月31日：都市計画公園に決定。
  - 6月1日：若狭湾国定公園に指定。
- 1959年4月1日：湾岸保全区域を指定（1971年11月16日変更）。
- 1964年10月20日：都市公園法による供用を開始。
- 1971年3月19日：港湾隣接地域を指定。
- 1983年5月18日：日本の名松100選。
- 1985年7月22日：名水100選（磯清水）。
- 1987年
  - 1月10日：日本の白砂青松100選。
  - 8月10日：日本の道100選（京都府道607号天の橋立線）。
- 1996年7月10日：日本の渚100選。
- 2007年
  - 1月31日：美しい日本の歴史的風土100選。
  - 2月16日：日本の歴史公園100選。
  - 5月10日：日本の地質100選。
  - 8月3日：若狭湾国定公園の区域変更に伴い丹後天橋立大江山国定公園に指定。
- 2014年3月18日：「宮津天橋立の文化的景観」の名称で重要文化的景観として選定（2015年1月26日、文殊地区を追加選定）[38]。

2007年、京都府・宮津市などは「天橋立―日本の文化景観の原点」という名で、文化庁に対し世界遺産暫定一覧表（暫定リスト）記載資産候補としての提案を行った。2008年時点でリストには選ばれなかったが、カテゴリーIa「提案書の基本的主題を基に準備を進めるべきもの」 という評価を受けた。リスト入りのためには「普遍的な価値をもった、内外に比類のない白砂青松であることを示す」という課題が設定された。

### 眺望

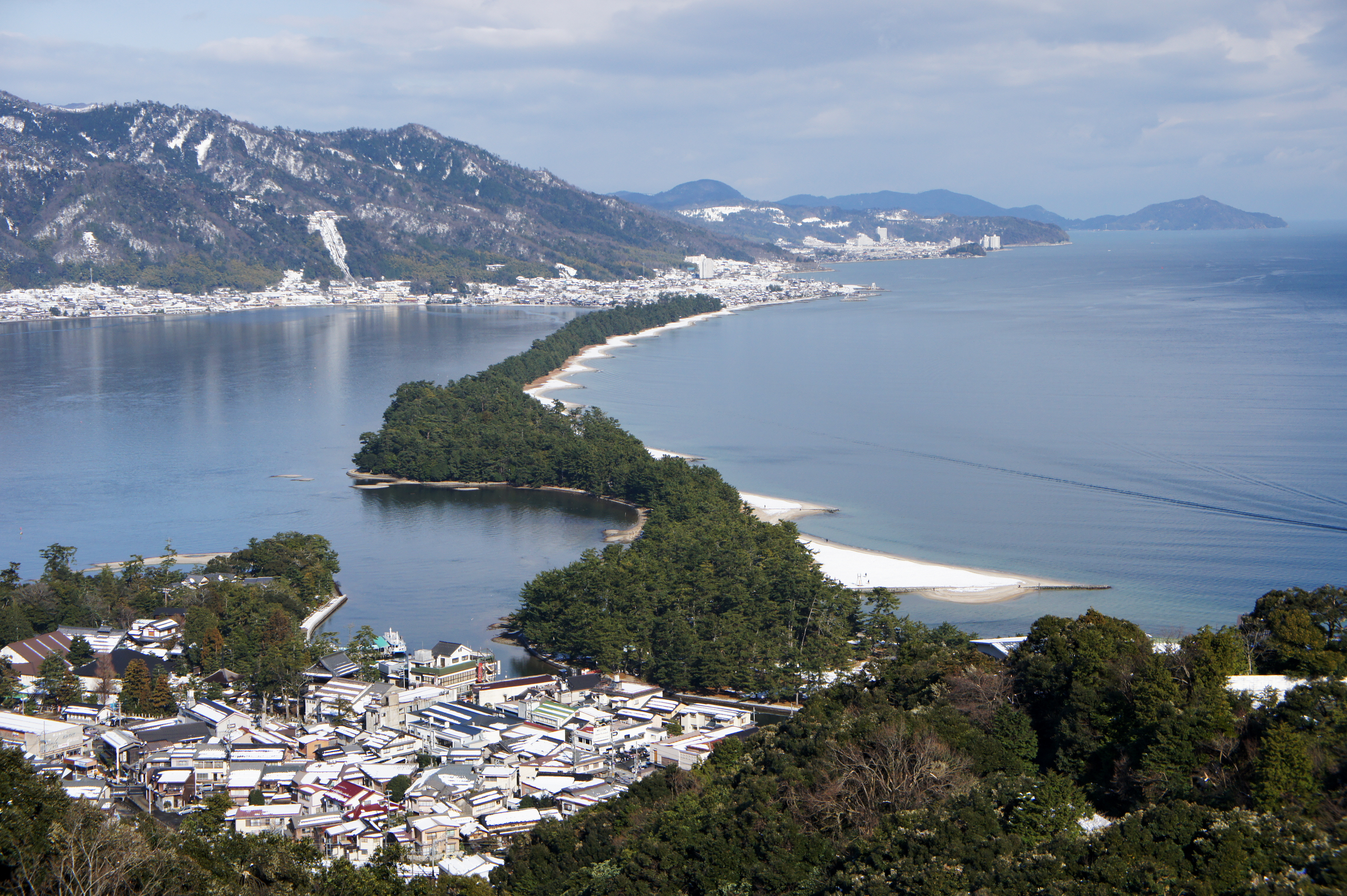
南側からの眺望 - 飛龍観

明治時代まで、来訪者は寺社へ参詣する旅の中で天橋立の景観を楽しんでいた。天橋立を望む視点は、自然とその道中の峠や阿蘇海などの船上、寺社周辺が主であった。とりわけ代表的な三つの視点、樗峠（おうちとうげ、現在の大内峠）、傘松、栗田峠（くんだとうげ）からの眺めは三絶または三大観と呼ばれ、景観研究の対象となった。他に文殊側に位置する櫻山（桜山）や玄妙庵があり、吉見豆人は1921年（大正10年）著書『天橋紀行』において「樗峠、傘松、櫻山、丹後富士（由良ケ岳）を天橋四大観と呼ぶそうだが、その中では櫻山が一番感じが良い」と述べた。一方『樗嶺志』は天橋四大観として栗田峠、大内峠、成相山、櫻山を挙げた。玄妙庵は1386年、足利義満が智恩寺に参拝した際に訪れ「ああこれまさに玄妙なるかな」と詠嘆したことが名前の由来であり、昭和前期の絵はがきに「玄妙庵からの眺めは四大観の一つ」という記述がある。
第二次世界大戦後は天橋立五大観として傘松、玄妙庵、大内峠、滝上公園、獅子崎を挙げた記述が見られた。1970年（昭和45年）、文殊地区に天橋立ビューランドが開業すると、そこから天橋立を望む飛龍観が斜め一文字、一字観、雪舟観とともに四大観と呼ばれるようになった。これらのように、明治以降に言われる四大観や五大観は人によって、また時代によって差異があった。1986年（昭和61年）、宮津商工会議所などが「天橋立十景」を選定した。これらは新たな展望地や車道の整備に伴い加えられたものであったり、伝統的な視点が再評価されたものである。天橋立地域の広範囲を一体的に眺める遠景を中心としており、櫻山や玄妙庵のような近距離の視点は含まれていない。
1971年（昭和46年）に京都府庁が企画し、京都在住の日本画家12名に府内の名勝を描かせた「京の百景」にも選出され、岩澤重夫によって描かれ、1973年（昭和48年）京都市内で開催された展覧会に出品されている。
2021年（令和3年）1月に実施された大学入学共通テストの地理の試験問題として天橋立の眺望に関する問題が出題された。
| 景観                               | 視点               | 距離（m） |
| ---------------------------------- | ------------------ | --------- |
| 雪舟観                             | 獅子崎展望所       | 2,140     |
| 島崎蒼龍観                         | 島崎公園           | 3,290     |
| 戦国ロマン八幡山                   | 八幡山             | 4,640     |
| 滝上弓ヶ観                         | 滝上山             | 2,930     |
| 飛龍観                             | 天橋立ビューランド | 1,790     |
| 文殊の知恵海道                     | 智恩寺             | 1,140     |
| 一字観                             | 大内峠             | 5,000     |
| 天平の歴史みち                     | 丹後国分寺跡       | 1,680     |
| 斜め一文字                         | 傘松公園           | 2,070     |
| 天上大パノラマ観                   | 仙台山             | 3,390     |
| 備考：太字は前述した戦後の四大観。 |                    |           |

### 命名松
21本の命名松がある（船越の松を含む）。
船越の松
推定樹齢650年の、室町時代にはあった古名松だったが、倒木の危険性から2025年（令和7年）2月26日に伐採された。船越の松の枝から2世の松を移植する取り組みが行われている。
夫婦松
双幹の古名松。
千貫松
千貫文目の価値があると称される古名松。
手枕の松
古名松だったが2004年（平成16年）の台風で倒木。
御手植の松
1907年（明治40年）5月13日に皇太子時代の大正天皇により植栽された松（その後、強風により倒木）。
御手植の松
1916年（大正5年）7月5日に皇太子時代の昭和天皇により植栽された松。

### 景観問題
砂州の侵食

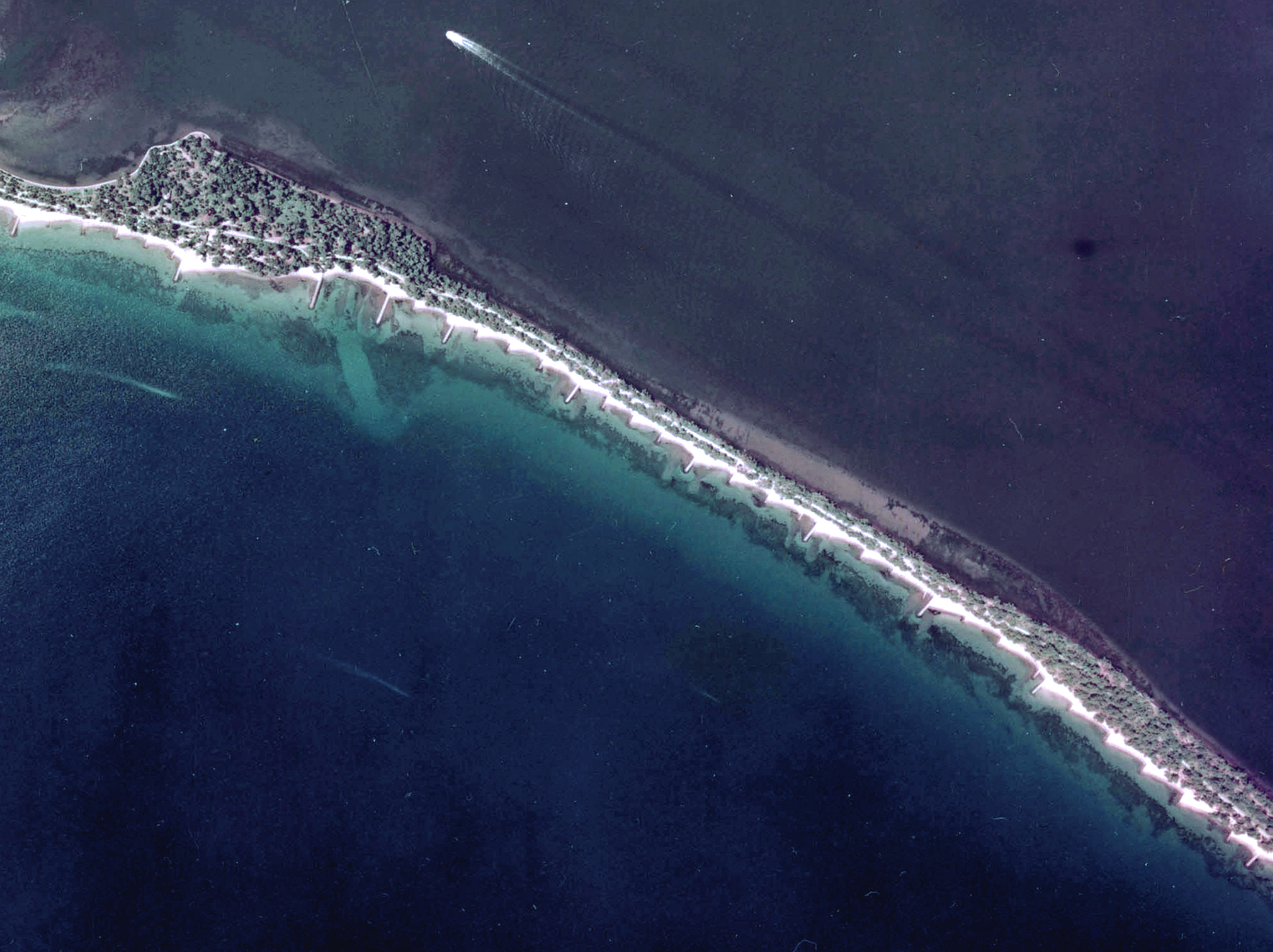
天橋立の空中写真（1975年撮影）。
砂州の外海側（写真下方）に設置された小型の堆砂堤が多数見える。内海側（写真上方）には設置されていない。外海側のみが、潮流による侵食を受け続けていることが分かる。
。

近年、天橋立は侵食により縮小・消滅の危機にある。戦前までの砂州は、現代よりスリムで弓なりの美しい曲線を描いていたとされ、戦後は以前より歪に変形してしまったといわれている。これは戦後に河川にダムなどが作られ、山地から海への土砂供給量が減少し、天橋立における土砂の堆積・侵食バランスが崩れたこと、および府中・日置両地区の港湾に防波堤が設けられたことにより漂砂が遮断されたことが原因であるとされてきた。
松食い虫の大量発生
松食い虫の大量発生のため、一時は松の立ち枯れが頻発し全滅の危機に瀕した。その後、害虫の駆除が行われた結果、小康状態を保っている。
流木の漂着
豪雨などで流木が大量に漂着して景観を損ねてしまうことがある。2013年の台風18号でも大量の流木等が漂着した。
「カキ殻島」の発生
天橋立によって隔てられた内海である阿蘇海に、2000年（平成12年）頃からカキが繁殖するようになり、カキの殻が大量に天橋立周辺に集積し、カキ礁（「カキ殻島」）が形成されるようになった。これが景観を損ねているとして、京都府は2015年7月11日から大掛かりな撤去作業を開始している。
広葉樹
松は海岸や山の尾根などの痩せた土地でも育つ代わりに、肥えた土地では生育しにくい。自ら落とす枝葉により土壌の富栄養化が進むと、松以外の植物が育ちやすくなるのである。天橋立の松林が長く維持されたのは、住民が燃料として松の落ち葉や落ち枝を日常利用していたからである。また、松はヤニを多く含み、燃やすと高温になるため製鉄にも用いられた。現代では化石燃料に転換するにつれ松を利用しなくなったため、根元に雑草が茂るようになった。天橋立は地下水位が高く、苦労なく吸水できるため松の根が深く張らない傾向にある。また表土が栄養に富んだ腐植土となったことで、幹だけが大きく育ってバランスが悪くなり、台風や大雪による倒木も多発した。
天橋立では松を育てるための施肥や侵食対策の山土により、広葉樹が増加している。2013年8月時点、幹周り10センチメートル以上の松約4,525本に対し、同じく広葉樹は約1,260本ある。京都府庁は広葉樹の伐採と腐植土の除去を試験的に行った結果、松への日光量が増加し、中から外への見通しが良くなった。その一方で外観に大きな変化はなかった。これを踏まえ、京都府庁は5年計画により広葉樹300本を伐採し、松の密度を均等にするための移植を行う。

## 名所・施設
- 元伊勢籠神社：丹後国一宮[55]。
- 成相山成相寺：西国三十三所の28番札所[55]。
- 天橋山智恩寺：日本三文殊[55]。808年（大同3年）創建の伝承を有し、古くから知恵を授かる文殊信仰の寺院として知られている。境内には重要文化財の多宝塔がある[55]。
- 天橋立神社（橋立明神）
- 岩見重太郎仇討の場
- 岩見重太郎試し斬りの石
- 磯清水：砂嘴にある井戸。両側が海であるにもかかわらず、口に含んでも塩味を感じない不思議な名水として古くから珍重されている。和泉式部が「橋立の松の下なる磯清水都なりせば君も汲ままし」と詠ったと伝えられている。環境省選定の名水百選[56]に選ばれている。2013年時点では、天橋立神社の手水として用いられている。湧き水であるので飲まないように注意する立て札が出ている。
- 天橋立海水浴場
- 天橋立府中海水浴場

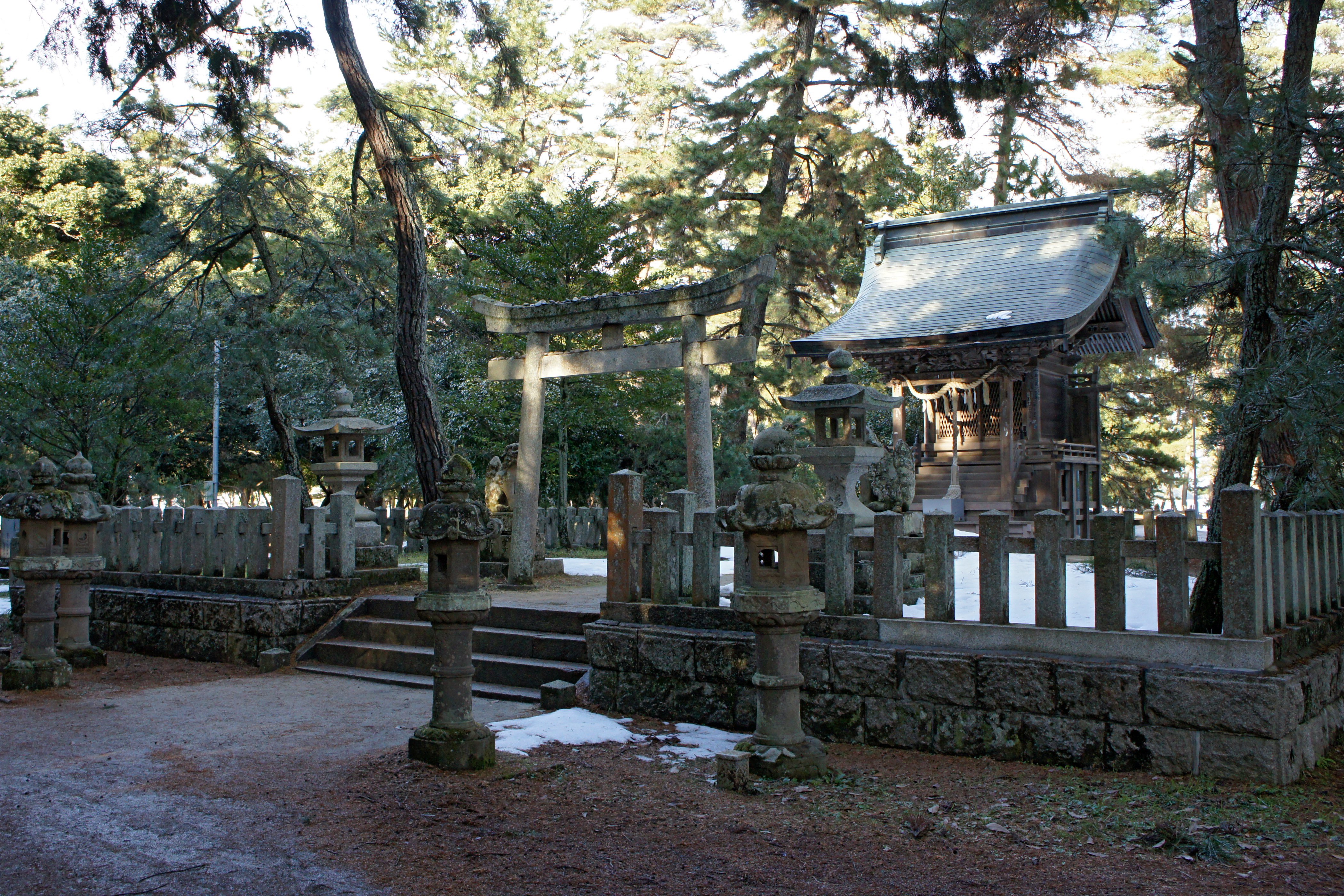
橋立明神
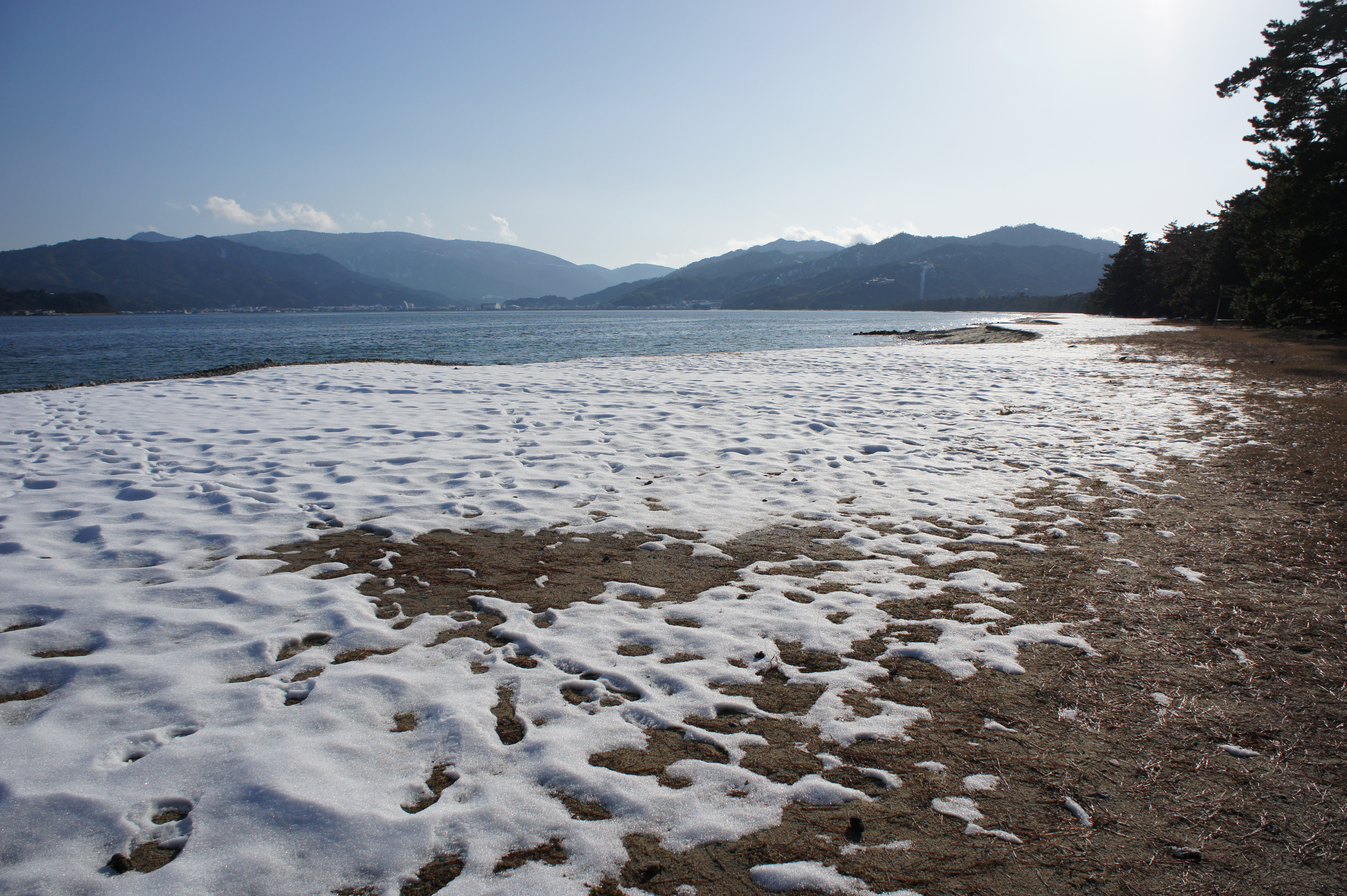
天橋立府中海水浴場（冬季）
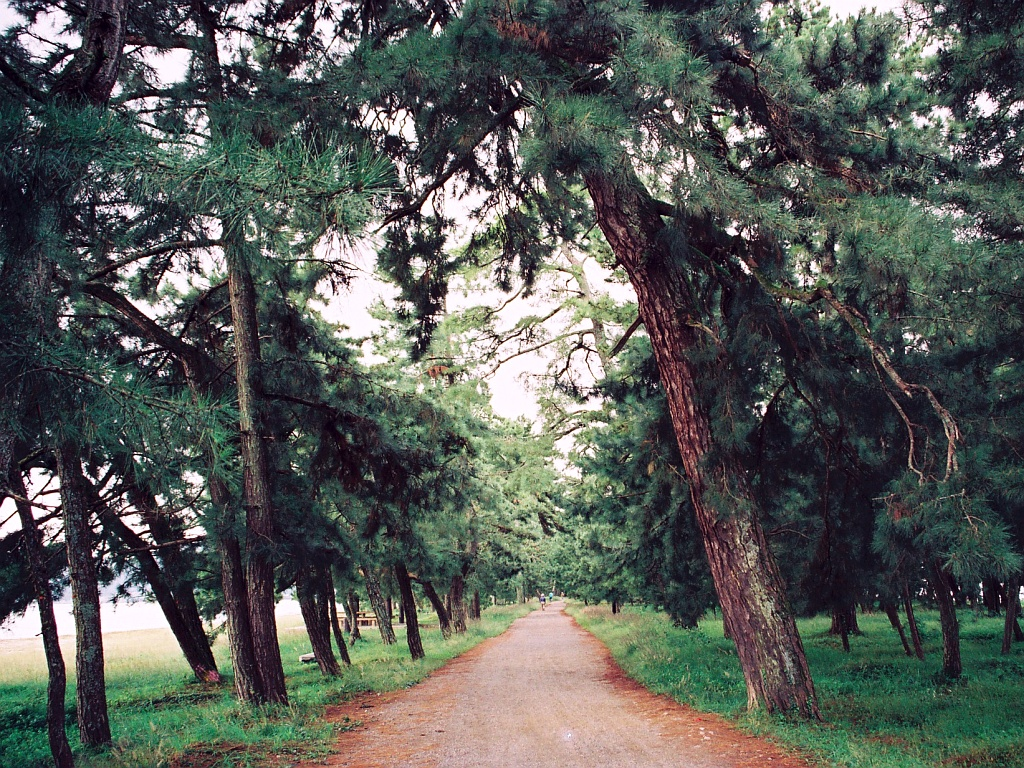
砂州にある一本道
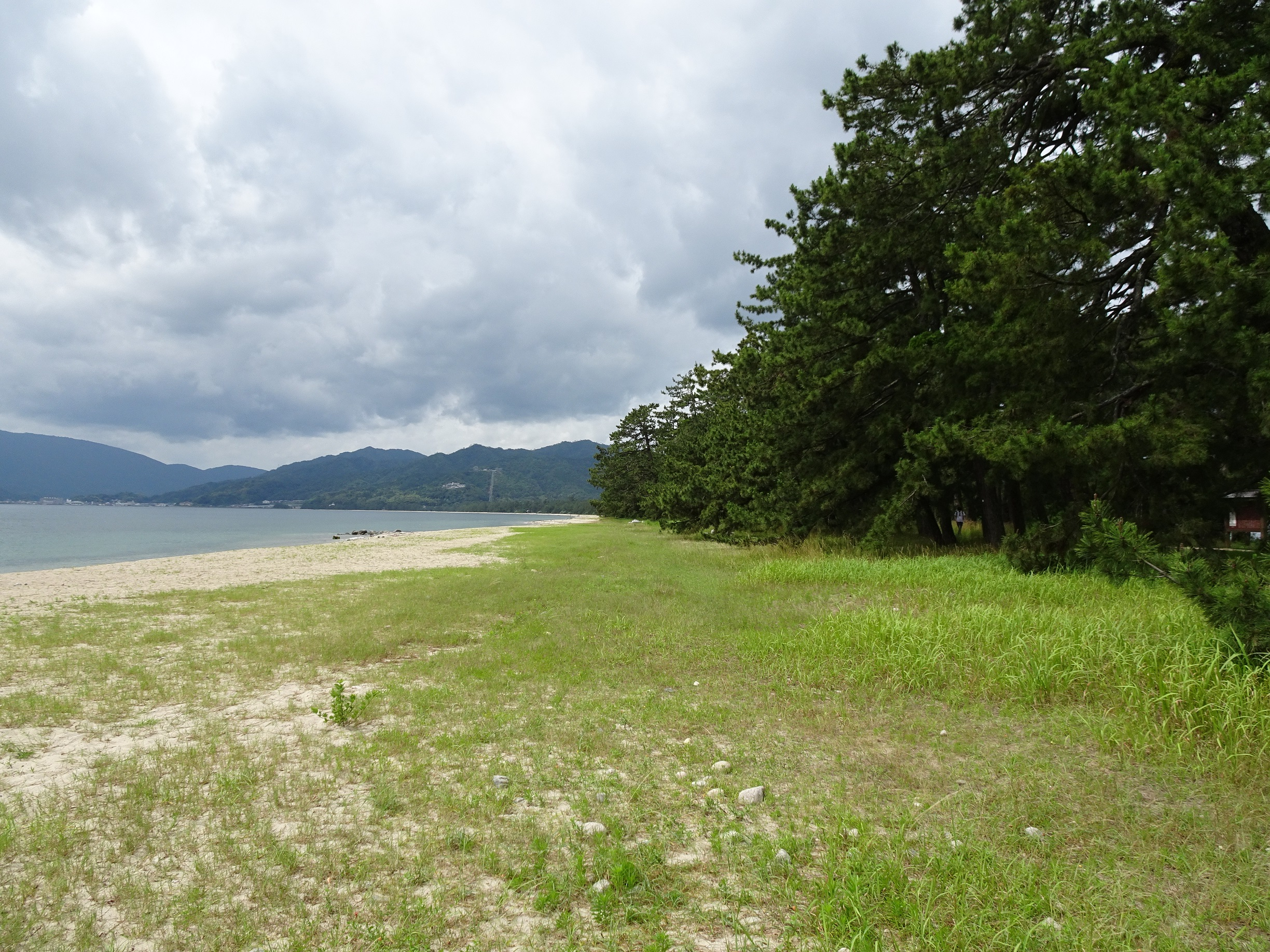
天橋立の砂浜

## 周辺
- 廻旋橋：文殊地区と天橋立を結び、橋の中央部分が90度回転する可動橋[55]。1923年（大正12年）に人力で動く橋が完成[57]。1957年（昭和35年）5月に手動ではなくなり電動式になった[57][55]。湾奥部にある日本冶金工業関連の貨物船や大型の遊覧船を通すために橋を回転させるほか、2009年からは日曜日に限り船が通らないときも回転させるようになっている。
- 知恵の輪灯篭：「九世の渡」の安全を祈って建立された輪灯篭[55]。この灯篭の輪を3回くぐり抜けると知恵が授けられると言い伝えられている[55]。
- 阿蘇の舟屋：阿蘇湾の北側に位置する府中地区にあり、天橋立を正面に約30軒ほどの舟屋がある[55]。
- 天橋立温泉

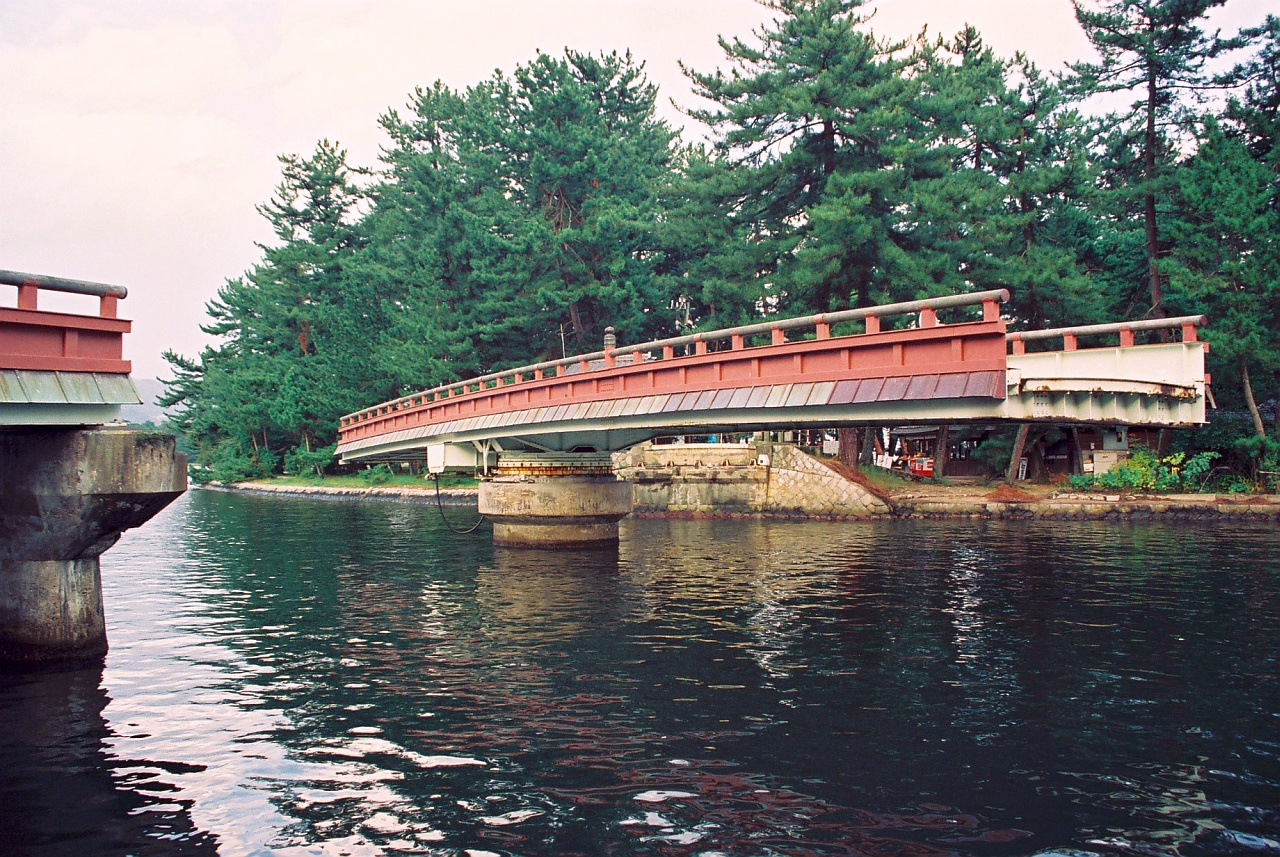
廻旋橋が回転した様子
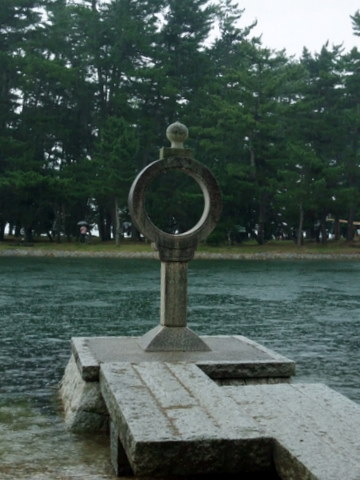
知恵の輪灯篭

## 事故
2024年（令和6年）2月15日、天橋立傘松公園の展望台で「股のぞき」をしていた50代の男性が山の斜面を転落する事故が発生した。男性が天橋立とは反対の方向をのぞく格好でかがんでいたところ、同僚の男性が悪ふざけで押したという。男性は斜面を15メートルほど転げ落ち、大きな外傷はなかったものの重傷とみられている。
転落事故は数年に一度あるが、救助要請は過去30年間で初めてという。公園を管理する丹後海陸交通は転落防止のための対策として「この先危険、前方危険」と書かれた黄色の大きな注意書きを設置、その付近にも看板を設置し、展望台にのぼるケーブルカーの中でもアナウンスを行うこととした。観光客からは賛否あるものの、丹後海陸交通は「景観に影響があるのはやむを得ないが、お客さまの安全が第一で、何もしないわけにはいかない。手すりをもって安全に楽しんでほしい」とコメントした。

## 交通

### 空路
大阪国際空港（伊丹空港）より高速バスで、約2時間。
福知山駅行き高速バスを利用した後、京都丹後鉄道宮福線を利用する方法もある。

### 鉄道
最寄り駅は、南側の京都丹後鉄道宮豊線の天橋立駅である。廻旋橋まで0.4キロメートル、廻旋橋から船越の松まで約2.5キロメートル。

北側の傘松公園に上る天橋立ケーブルカー/リフトの府中駅へは天橋立観光船で約22分（乗船12分 + 各駅と各桟橋間が徒歩5分ずつ）、または当駅前から下記路線バスで天橋立ケーブル下バス停まで約25分。
京都方面から
- JR西日本山陰本線・京都丹後鉄道宮福線経由（京都駅 - 福知山駅 - 宮津駅 - 天橋立駅）約1時間40分[55]
- JR西日本山陰本線・舞鶴線・京都丹後鉄道宮舞線経由（京都駅 - 綾部駅 - 西舞鶴駅 - 丹後由良駅 - 宮津駅 - 天橋立駅）約2時間[55]

### 路線バス
高速バス
- 丹海バス
  - 京都線[63]
  - 大阪線[64]

一般路線バス
- 丹海バス[65] [66]
  - 5系統 伊根線
  - 7・8・9 系統 蒲入線

### 道路
高速道路
最寄りのインターチェンジ（IC） は、京都縦貫自動車道の宮津天橋立ICと山陰近畿自動車道の与謝天橋立ICである。天橋立南側（智恩寺側）へは宮津天橋立ICから国道176号と京都府道2号を使う。天橋立北側（傘松公園側）へは与謝天橋立ICを降りたあと、国道176号・国道178号を使い、北上する。駐車場の多くは有料である。
- 京都市・大阪市方面からの主なルート : 京都縦貫自動車道経由で約1時間15分[55]。
- 大阪市・神戸市方面からの主なルート : 中国自動車道 - 吉川JCT - 舞鶴若狭自動車道 - 綾部JCT - 京都縦貫自動車道経由で約1時間40分[55]。
- 名古屋市方面からの主なルート : 名神高速道路 - 大山崎JCT - 京都縦貫自動車道経由で約3時間20分[55]。

一般国道
- 国道178号 - 海沿いの区間は自然災害による通行止めや荒天による事前通行規制区間多し[68] [69]。
  - 道の駅海の京都 宮津[70]

主要地方道
- 京都府道・兵庫県道2号宮津養父線 - 国道178号同様、通行止めや事前通行規制区間多し[68] [69]
- 京都府道605号栗田半島線

一般府道
- 京都府道607号天の橋立線 - 天橋立を形作る砂州上の道路。総延長約3.2キロメートル、徒歩約40 - 50分、自転車約15分。
自動車通行不可。夏季行楽期の7月14日から8月31日までを除き、排気量125 cc以下の原付バイクは通行可[67]。砂州の全長は約3.6キロメートル、天橋立駅から廻旋橋まで0.4キロメートル、廻旋橋から船越の松まで約2.5キロメートル[55]。

### 船
- 天橋立観光船[71] - 天橋立駅から天橋立桟橋まで徒歩5分、天橋立桟橋から一の宮桟橋まで約12分、一の宮桟橋からケーブルカー/リフト府中駅まで徒歩約5分[62]。与謝天橋立ICから車で約15分[62]。
- 天橋立モーターボート[72]。

### レンタサイクルなど
- 天橋立レンタサイクル[73]
- 天橋立電動キックボード[74]